# 동구릉
동구릉(東九陵)은 대한민국 경기도 구리시에 있는 조선 시대의 왕릉군이다. 동구릉은 사적 제193호로 지정되어 있으며 191만 5891m2에 달하는 구역에는 9개의 능에 17위의 유택이 있고, 2009년 2월 27일에 유네스코 세계유산에 등재되었다.

## 개요
조선을 세운 태조의 무덤으로 쓰여지기 시작한 뒤 조선 시대를 통하여 가족무덤을 이루고 있는 왕릉군이다. 동구릉이란 도성의 동쪽에 있는 9개의 무덤이란 의미로, 무덤이 생길 때마다 동오릉·동칠릉이라 불렀는데 철종 6년(1855)에 수릉이 옮겨진 이후 동구릉으로 굳어졌다.
태조가 죽은 뒤 하륜(河崙)에 의해 이곳을 무덤 지역로 정하였다. 400여 년에 걸쳐 왕릉이 자리잡았음은 동구릉의 지세가 풍수지리설에 의한 명당임을 나타내주는 것이라 하겠다.
동구릉에는 1대 태조의 건원릉을 중심으로 5대 문종과 현덕왕후의 무덤인 현릉, 14대 선조와 의인왕후·계비 인목왕후의 무덤인 목릉, 16대 인조의 계비 장렬왕후의 무덤인 휘릉, 18대 현종과 명성왕후의 무덤인 숭릉, 20대 경종의 비 단의왕후의 무덤인 혜릉, 21대 영조와 계비 정순왕후의 무덤인 원릉, 추존 문조와 신정왕후의 무덤인 수릉, 24대 헌종과 효현왕후·계비 효정왕후의 무덤인 경릉 등 9개의 무덤이 있다. 태조의 무덤인 건원릉은 고려 공민왕과 노국공주의 현·정릉을 기본으로 삼아서 만들었다.
동구릉에서는 시대의 변화에 따라서 왕릉이 변화하는 과정을 살필 수 있다. 무덤을 만들 때 각 무덤에 따른 제사를 지내는 공간인 재실(齋室)을 지었다고 하나 현재 각 무덤에 재실은 없고, 9개 무덤을 하나의 경계지역으로 하여 구릉 남쪽에 재실이 있다.
전체적인 모습은 중앙 북쪽의 건원릉을 중심으로 동쪽에 3개, 서쪽에 5개의 무덤을 거느리고 있는 모습이다. 조선의 왕릉 중 한 지역내에 왕릉군을 이루고 있는 곳은 서오릉과 서삼릉이 있으나, 동구릉에 가장 많은 무덤이 있다.

## 역사
1408년(태종 8년) 5월에 태조가 승하한 뒤 지관과 대신들이 한양 주변 지역의 명당을 찾는데, 6월 12일 유한우와 이양달은 처음에 원평 봉성(蓬城)을 천거한다. 그러나 이후 영의정부사 하륜이 가서 보고난 후 양달이기 때문에 해풍 행주를 천거하는데 태종은 이를 반려한다. 이후 6월 28일 검교 참찬의정부사(參贊議政府事) 김인귀가 자신의 집 근처인 검암산을 하륜에게 추천하여 받아들여져 현재의 구리시 검암산에 위치한다. 7월 29일에 개경사(開慶寺)를 동구릉의 재궁에 설치한다. 9월 7일에 검암산 동쪽 입구에 태조의 영구(靈柩)가 도착하고, 9월 8일에 상왕과 태종이 산을 둘러본 뒤, 9월 9일에 건원릉이란 이름으로 봉릉한다.
동구릉의 재실 모습

### 연표
| 연도                | 릉         | 사건                                       | 비고                                                             |
| ------------------- | ---------- | ------------------------------------------ | ---------------------------------------------------------------- |
| 1408년(태종 8년)    | 건원릉     | 태조를 안장하여 건원릉을 조성              |                                                                  |
| 1452년(단종 원년)   | 현릉       | 문종을 안장하여 현릉을 조성                |                                                                  |
| 1513년(중종 8년)    | 현릉       | 현덕왕후의 능을 현릉으로 이장              |                                                                  |
| 1600년(선조 33년)   | 유릉(裕陵) | 의인왕후를 안장하여 유릉을 조성            | 현재 목릉 자리에 조성                                            |
| 1608년(광해군 원년) | 목릉       | 선조의 능을 현재 경릉 자리에 조성          |                                                                  |
| 1630년(인조 8년)    | 목릉       | 선조의 능을 현재의 위치로 이장             | 유릉을 목릉에 합침                                               |
| 1632년(인조 10년)   | 목릉       | 인목왕후를 현재의 위치에 안장              | 처음에 혜릉(惠陵)이라 하였으나 곧 목릉에 합침                    |
| 1659년(효종 10년)   | 영릉       | 효종의 능을 현재 원릉 자리에 조성          |                                                                  |
| 1673년(현종 원년)   | 영릉       | 석물에 틈이 생기자 현재 영녕릉 자리로 이장 |                                                                  |
| 1674년(숙종 원년)   | 숭릉       | 현종을 안장하여 숭릉을 조성                |                                                                  |
| 1684년(숙종 10년)   | 숭릉       | 명성왕후를 안장하여 쌍릉으로 조성          |                                                                  |
| 1688년(숙종 14년)   | 휘릉       | 장렬왕후를 안장하여 휘릉을 조성            | 동오릉(東五陵)이라 불리기 시작                                   |
| 1718년(숙종 44년)   | 단의빈묘   | 경종의 세자빈 심씨를 안장                  | 동육릉(東六陵)이라 불리기 시작                                   |
| 1720년(경종 원년)   | 혜릉       | 세자빈 심씨를 단의왕후로 추숭              | 단의빈묘를 혜릉이라 개칭함                                       |
| 1776년(정조 원년)   | 원릉       | 영조를 안장하여 원릉을 조성                | - 과거 효종의 영릉이 있던 자리. - 동칠릉(東七陵)이라 불리기 시작 |
| 1805년(순조 5년)    | 원릉       | 정순왕후를 원릉에 안장                     |                                                                  |
| 1843년(헌종 9년)    | 경릉       | 효현왕후를 안장하고 경릉을 조성            | - 과거 목릉이 있던 자리. - 동팔릉(東八陵)이라 불리기 시작        |
| 1849년(철종 원년)   | 경릉       | 헌종을 경릉에 안장                         |                                                                  |
| 1855년(철종 6년)    | 수릉       | 문조의 릉을 현재의 위치로 이장             | 동구릉(東九陵)이라 불리기 시작                                   |
| 1890년(고종 27년)   | 수릉       | 신정왕후를 수릉에 안장                     |                                                                  |
| 1904년(광무 8년)    | 수릉       | 효정왕후를 수릉에 안장                     |                                                                  |

## 동구릉의 숲길

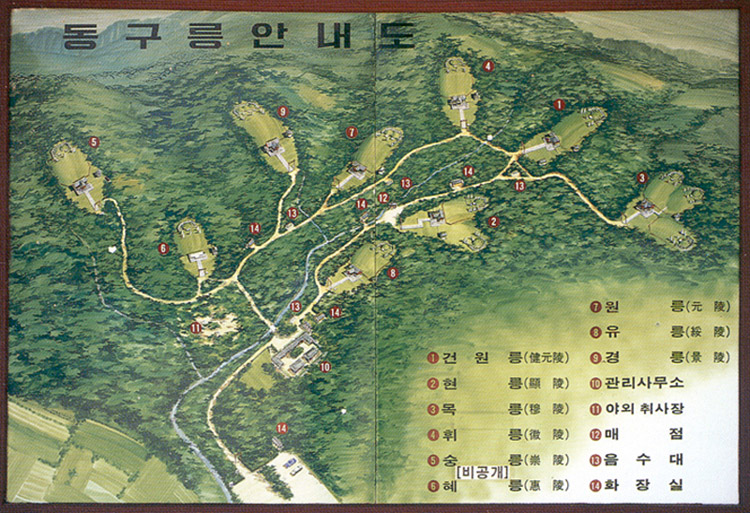
동구릉 안내도

대한민국 최대의 왕릉군인 동구릉은 왕릉에 들어가는 입구와 그 사이사이로 많은 숲길이 있다. 평범해보이는 매표소와 홍살문으로 지나 갈참나무와 소나무로 이루어진 숲을 지나가면 재실이 나타나는데, 이곳에 9곳의 왕릉으로 가는 갈림길들이 있다. 9기나 되는 왕릉의 사이사이를 연결하는 순환로를 그대로 따라 돌기만 해도 1~2 시간 정도 삼림욕을 즐길 수 있다.

## 동구릉 내 유적 목록

### 왕릉
- 건원릉(健元陵)은 조선을 세운 태조(太祖)의 능이다.
- 현릉(顯陵)은 조선 제5대 왕 문종(文宗)과 왕비 현덕왕후(顯德王后) 권씨의 능이다.
- 목릉(穆陵)은 조선 제14대 왕 선조(宣祖)와 첫 번째 왕비 의인왕후(懿仁王后) 박씨, 두 번째 왕비 인목왕후(仁穆王后) 김씨의 능이다.
- 휘릉(徽陵)은 조선 제16대 왕 인조의 두 번째 왕비 장렬왕후(莊烈王后) 조씨의 능이다.
- 숭릉(崇陵)은 조선 제18대 왕 현종(顯宗)과 왕비 명성왕후(明聖王后) 김씨의 능이다.
- 혜릉(惠陵)은 조선 제20대 왕 경종의 첫 번째 왕비 단의왕후(端懿王后) 심씨의 능이다.
- 원릉(元陵)은 조선 제21대 왕 영조(英祖)와 두 번째 왕비 정순왕후(貞純王后) 김씨의 능이다.
- 경릉(景陵)은 조선 제24대 왕 헌종성황제(憲宗)와 첫 번째 황후 효현성황후(孝顯成皇后) 김씨, 두 번째 황후 효정성황후(孝貞成皇后) 홍씨의 능이다.
- 수릉(綏陵)은 대한제국 추존황제 문조(文祖)와 황후 신정익황후(神貞翼皇后) 조씨의 능이다. 문조는 순조의 맏아들이자, 헌종의 아버지이며, 신정왕후 조씨는 헌종의 어머니이다.

### 기타
- 명성황후 초장지
- 개경사(開慶寺)
- 연지(蓮池)
- 외연지(外-)

## 같이 보기
- 조선왕릉
- 서삼릉
- 서오릉
- 파주삼릉
- 융건릉

## 참고 자료
- 동구릉 - 국가유산청 국가유산포털